# Leichtathletik-Europameisterschaften 1954/Weitsprung der Frauen

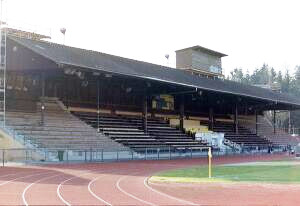
Tribüne des Stadions Neufeld in Bern

Der Weitsprung der Frauen bei den Leichtathletik-Europameisterschaften 1954 wurde am 26. August 1954 im Stadion Neufeld in Bern ausgetragen.
Es siegte die Britin Jean Desforges. Vizeeuropameisterin wurde die Hochsprung-Weltrekordlerin Alexandra Tschudina aus der Sowjetunion. Bronze ging an die Polin Elżbieta Duńska – zwei Jahre später als Elżbieta Krzesińska Weitsprung-Olympiasiegerin.

## Rekorde

### Bestehende Rekorde
| Weltrekord           | 6,28 m | Yvette Williams     | Gisborne, Neuseeland                           | 20. Februar 1954   |
| Europarekord         | 6,25 m | Fanny Blankers-Koen | Leiden, Niederlande                            | 19. September 1943 |
| Europarekord         | 6,25 m | Nadeschda Chnykina  | Tiflis, Sowjetunion (heute Georgien)           | 16. Mai 1954       |
| Meisterschaftsrekord | 5,88 m | Irmgard Praetz      | EM Wien, damals Deutschland (heute Österreich) | 17. September 1938 |

### Rekordverbesserung
Die britische Europameisterin Jean Desforges verbesserte den bestehenden EM-Rekord im Wettkampf am 26. August um sechzehn Zentimeter auf 6,04 m. Zum Europarekord fehlten ihr damit 21, zum Weltrekord 27 Zentimeter.

## Durchführung
Der Wettbewerb wurde ohne eine vorherige Qualifikation durchgeführt. Alle 23 Teilnehmerinnen traten zum gemeinsamen Finale an.

## Finale

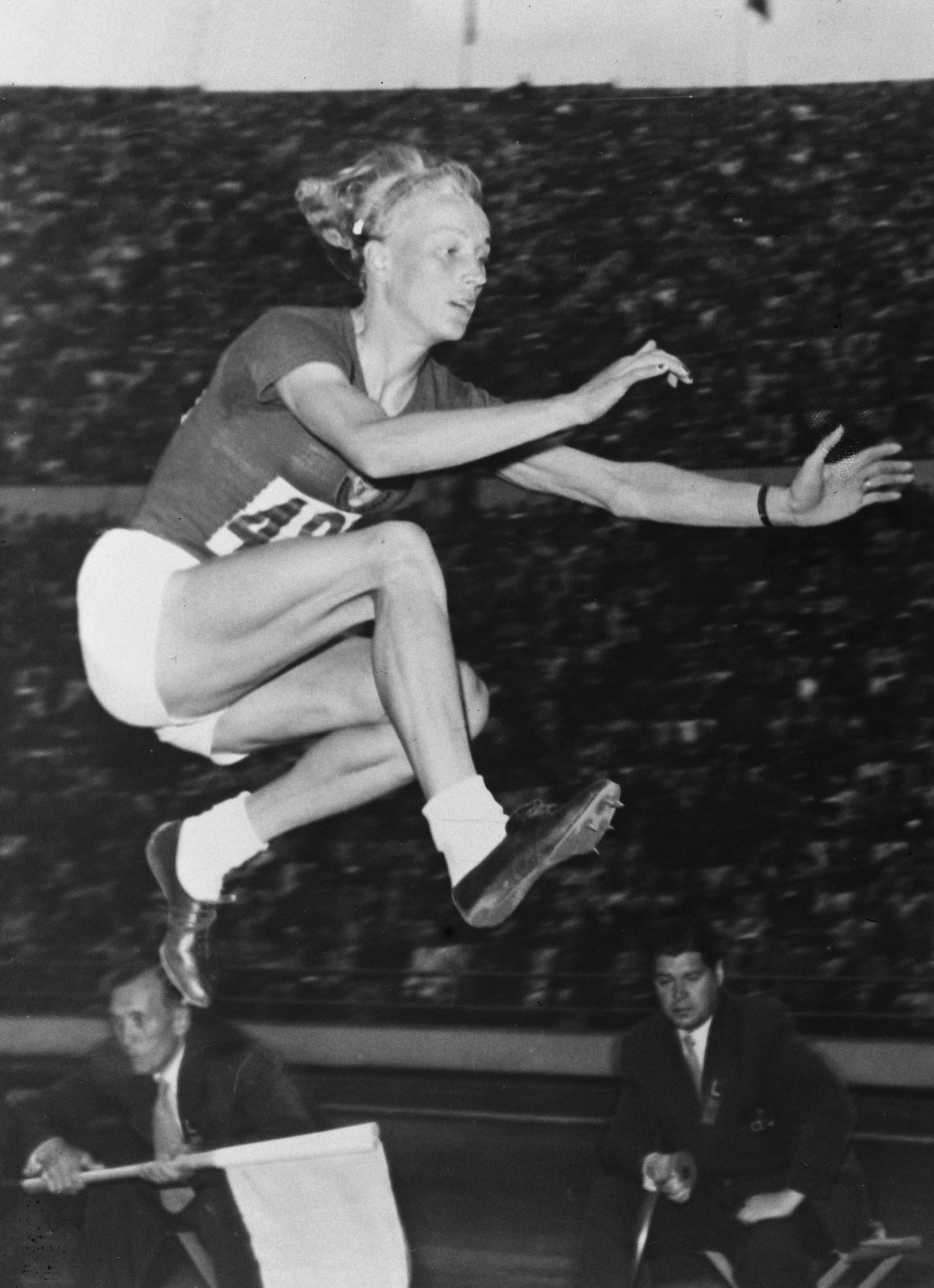
Alexandra Tschudina – Vizeeuropameisterin im Weitsprung nach einem fünften Platz im Speerwurf, anschließend Europameisterin im Fünfkampf und Sechste im Hochsprung

26. August 1954, 16.30 Uhr
| Platz | Name                | Nation         | Weite (m) |
| ----- | ------------------- | -------------- | --------- |
| 1     | Jean Desforges      | Großbritannien | 6,04 CR   |
| 2     | Alexandra Tschudina | Sowjetunion    | 5,93      |
| 3     | Elżbieta Duńska     | Polen          | 5,83      |
| 4     | Erika Fisch         | BR Deutschland | 5,81      |
| 5     | Galina Winogradowa  | Sowjetunion    | 5,79      |
| 6     | Maria Ilwicka       | Polen          | 5,73      |
| 7     | Shirley Cawley      | Großbritannien | 5,73      |
| 8     | Maria Bibro         | Polen          | 5,63      |
| 9     | Renate Ibert        | BR Deutschland | 5,63      |
| 10    | Lore Fauth          | BR Deutschland | 5,53      |
| 11    | Suzanne Giotin      | Frankreich     | 5,53      |
| 12    | Sanda Grosu         | Rumänien       | 5,46      |
| 13    | Galina Segen        | Sowjetunion    | 5,46      |
| 14    | Helga Hoffmann      | Saarland       | 5,46      |
| 15    | Olga Gyarmati       | Ungarn         | 5,35      |
| 16    | Colette Drou        | Frankreich     | 5,32      |
| 17    | Karin Mårtensson    | Schweden       | 5,26      |
| 18    | Ursula Finger       | Saarland       | 5,24      |
| 19    | Friedrike Harasek   | Österreich     | 5,24      |
| 20    | Reinelde Knapp      | Österreich     | 5,13      |
| 21    | Sheila Hoskin       | Großbritannien | 5,06      |
| 22    | Mieke de Graaf      | Niederlande    | 5,03      |
| 23    | Inge Eckel          | Saarland       | 4,90      |

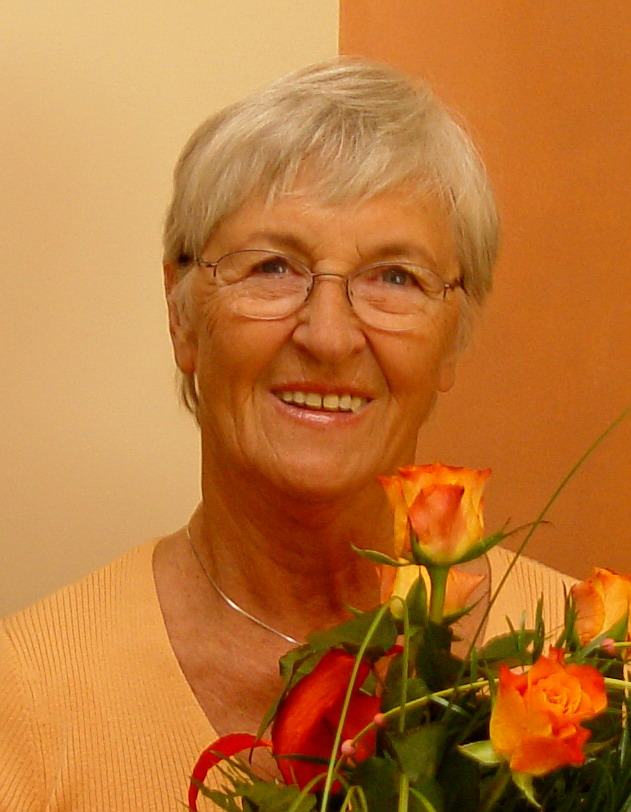
Bronzemedaillengewinnerin Elżbieta Duńska (hier im Jahr 2008) – 1956 wurde sie als Elżbieta Krzesińska Olympiasiegerin
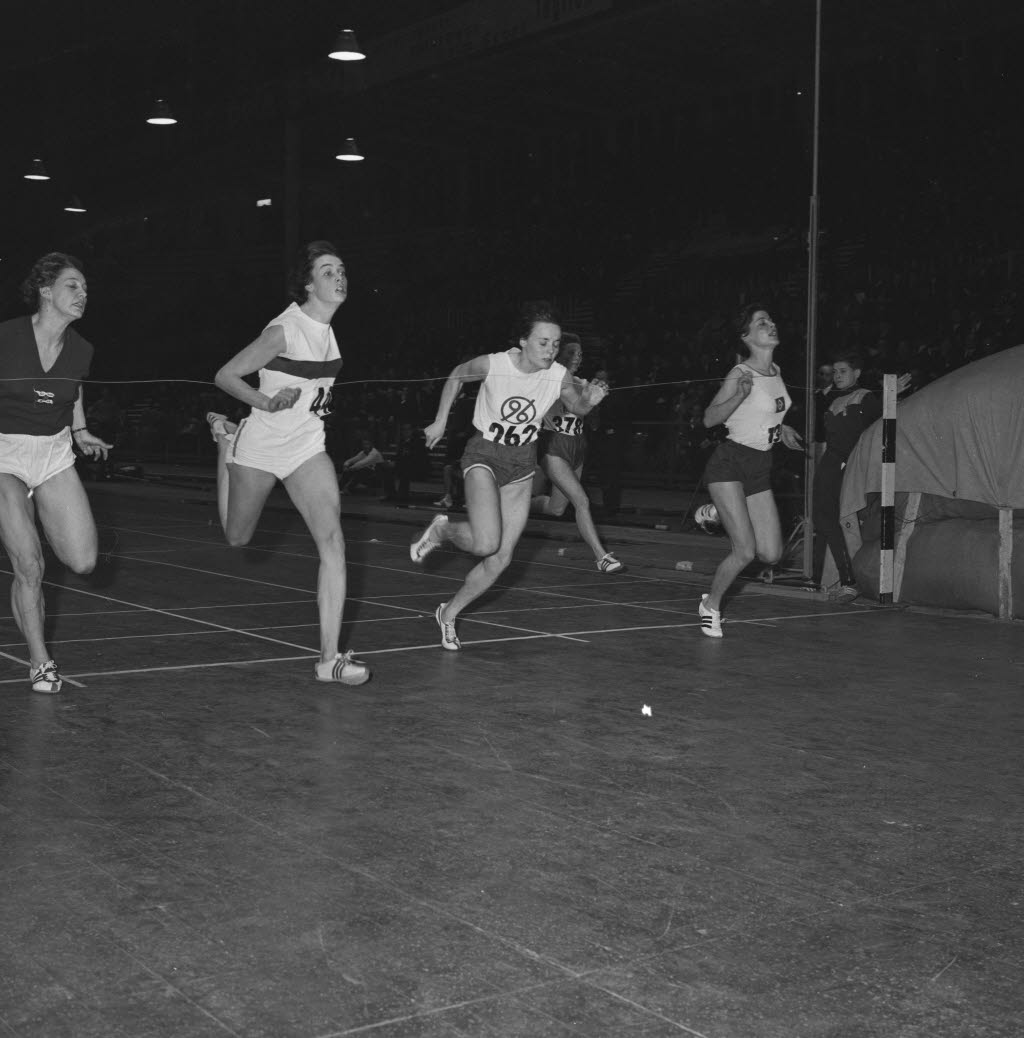
Erika Fisch – hier als Zweite von links bei einem Hallensprint im Jahr 1964 – belegte Rang vier
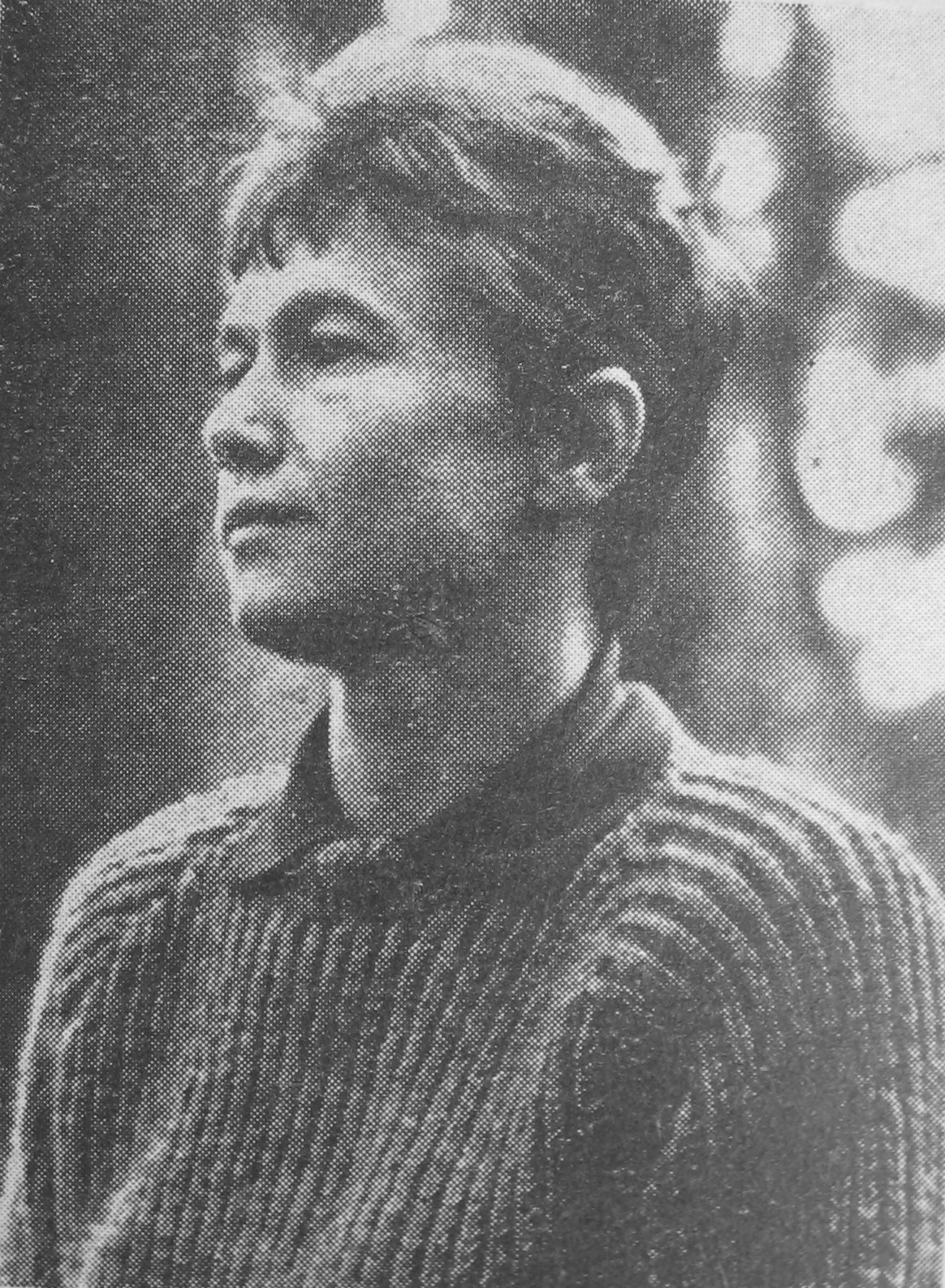
Maria Ilwicka – hier im Jahr 1964, später bekannter unter ihrem Namen Maria Piątkowska – kam auf den sechsten Platz